# Crioprosopus servillei
Crioprosopus servillei là một loài bọ cánh cứng trong họ Cerambycidae.